# Tập đoàn quân xe tăng 4 (Đức Quốc Xã)
Tập đoàn quân thiết giáp số 4 (tiếng Đức: 4. Panzerarmee) là một binh đoàn xe tăng Đức trong Chiến tranh thế giới thứ hai. Là thành phần thiết giáp quan trọng của Wehrmacht, Tập đoàn quân đã tham gia vào các trận chiến quan trọng của cuộc chiến tranh Xô-Đức 1941–1945, bao gồm Chiến dịch Barbarossa, Trận Moskva, Trận Stalingrad, Trận Kursk, và Trận Kiev năm 1943.

## Các chỉ huy
| 1 | GeneraloberstErich Hoepner(1886–1944)                  | 15 tháng 2 năm 1941  | 7 tháng 1 năm 1942   | 326 ngày        |
| 2 | GeneraloberstRichard Ruoff(1883–1967)                  | 8 tháng 1 năm 1942   | 31 tháng 5 năm 1942  | 143 ngày        |
| 3 | GeneraloberstHermann Hoth(1885–1971)                   | 31 tháng 5 năm 1942  | 10 tháng 11 năm 1943 | 1 năm, 163 ngày |
| 4 | GeneraloberstErhard Raus(1889–1956)[38]                | 10 tháng 11 năm 1943 | 21 tháng 4 năm 1944  | 163 ngày        |
| 5 | GeneraloberstJosef Harpe(1887–1968)                    | 18 tháng 5 năm 1944  | 28 tháng 6 năm 1944  | 41 ngày         |
| 6 | General der PanzertruppeWalter Nehring(1892–1983)      | 28 tháng 6 năm 1944  | 5 tháng 8 năm 1944   | 38 ngày         |
| 7 | General der PanzertruppeHermann Balck(1893–1982)       | 5 tháng 8 năm 1944   | 21 tháng 9 năm 1944  | 47 ngày         |
| 8 | General der PanzertruppeFritz-Hubert Gräser(1888–1960) | 21 tháng 9 năm 1944  | 8 tháng 5 năm 1945   | 229 ngày        |

## Biên chế
| Tháng 7 năm 1941  | - Quân đoàn cơ giới số 41 - Quân đoàn cơ giới số 56                                                                                      |
| Tháng 10 năm 1941 | - Quân đoàn cơ giới số 57 - Quân đoàn cơ giới số 46 - Quân đoàn cơ giới số 40 - Quân đoàn số 12                                          |
| Tháng 12 năm 1941 | - Quân đoàn số 5 - Quân đoàn cơ giới số 46 - Quân đoàn cơ giới số 40 - Quân đoàn số 9 - Quân đoàn số 7                                   |
| Tháng 7 năm 1942  | - Quân đoàn số 13 - Quân đoàn thiết giáp số 24 - Quân đoàn xe tăng số 38                                                                 |
| Tháng 8 năm 1942  | - Quân đoàn xe tăng số 38 - Quân đoàn Romania số 6 - Quân đoàn số 4                                                                      |
| Tháng 1 năm 1943  | - Quân đoàn xe tăng số 57 - Tàn quân của Tập đoàn quân Romania số 4                                                                      |
| Tháng 3 năm 1943  | - Quân đoàn tăng SS số 2 - Quân đoàn xe tăng số 38 - Quân đoàn xe tăng số 57                                                             |
| Tháng 7 năm 1943  | - Quân đoàn số 52 - Quân đoàn xe tăng số 38 - Quân đoàn Thiết giáp SS số 2                                                               |
| Tháng 7 năm 1944  | - Quân đoàn số 8 - Quân đoàn xe tăng số 56 - Quân đoàn số 42 - Quân đoàn xe tăng số 51                                                   |
| Tháng 2 năm 1945  | - Quân đoàn xe tăng số 40 - Quân đoàn thiết giáp số 24 - Quân đoàn Panzer "Großdeutschland"(Đại Đức) - Quân đoàn Friedrich               |
| Tháng 5 năm 1945  | - Quân đoàn số 90 - Quân đoàn Thiết giáp Nhảy dù Hermann Goering - Quân đoàn Panzer "Großdeutschland"(Đại Đức) - Quân đoàn xe tăng số 57 |

## Sau chiến tranh
Sau khi chiến tranh kết thúc, một trong những cựu chỉ huy của Tập đoàn quân thiết giáp số 4, Hermann Hoth, đã bị xét xử trong Phiên tòa Chỉ huy Tối cao, một trong những Phiên tòa Nuremberg Tiếp theo. Giải thích về các biện pháp khắc nghiệt của mình đối với người Do Thái và những người dân thường khác, ông tuyên bố rằng "một vấn đề phổ biến ở Nga rằng chính người Do Thái nói riêng đã tham gia rất nhiều vào các hoạt động phá hoại, gián điệp,..." Hoth bị kết tội là tội ác chiến tranh và tội ác chống lại loài người . Ngày 27 tháng 10 năm 1948, ông bị kết án 15 năm tù. Vào tháng 1 năm 1951, bản án đã được xem xét lại mà không có thay đổi gì. Hoth được tạm tha năm 1954; bản án của ông được giảm xuống thời gian thụ án vào năm 1957.